# CIDEU

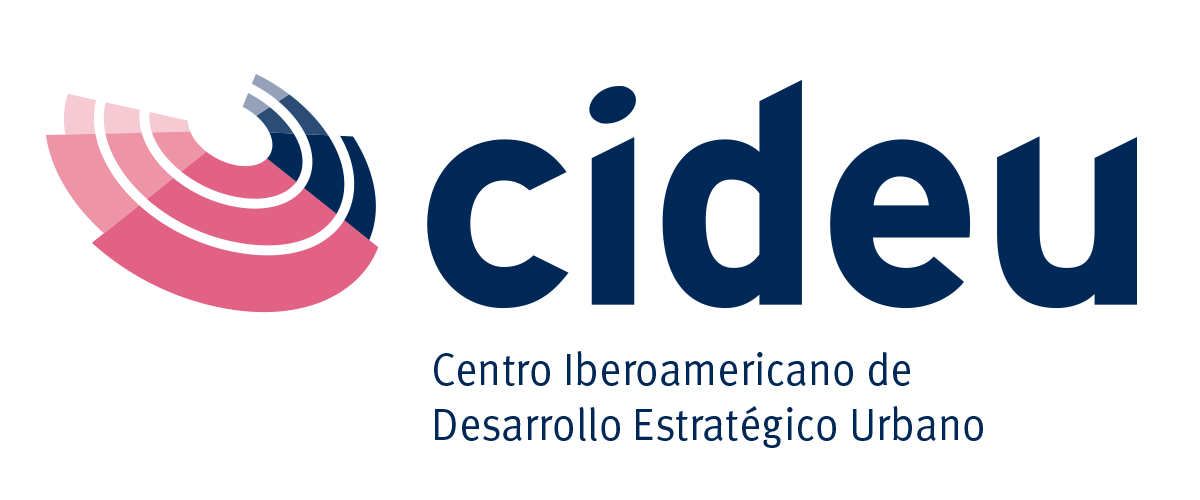
Logo de la red de ciudades CIDEU.

El Centro Iberoamericano de Desarrollo Estratégico Urbano (CIDEU) es la red de ciudades iberoamericanas que comparte y promueve la cultura del pensamiento estratégico urbano. 
El Centro Iberoamericano de Desarrollo Estratégico Urbano (CIDEU) es una asociación de gobiernos locales, universidades y entidades públicas y privadas de Iberoamérica dedicada a promover la planificación y la gestión estratégica urbana, fundada en 1993 durante la V Cumbre Iberoamericana en Bariloche.

## Historia
En 1993, 17 ciudades iberoamericanas y 2 universidades se unieron a la iniciativa del Alcalde de Barcelona (España) y fundaron el Centro Iberoamericano de Desarrollo Estratégico Urbano (CIDEU), ciudad donde tiene su sede permanente la Secretaría General.
Según datos de 2025, CIDEU está integrada por más de 150 ciudades y 28 entidades colaboradoras en al menos 22 países iberoamericanos.

## Funcionamiento
CIDEU inició sus actividades en 1993, respondiendo a la demanda de un grupo inicial de ciudades para impulsar la implementación de metodologías de planificación estratégica para el desarrollo urbano.
Su avance en las distintas etapas de su historia, la consolida como red de ciudades que comparte y promueve la cultura del pensamiento estratégico urbano.
En la actualidad CIDEU funciona como un laboratorio de estrategias urbanas, que se estructura en 3 elementos claves:
- Red de ciudades y personas, que comparten aprendizajes, proyectos y experiencias.
- Campus de Estrategas Urbanos, para la formación de estrategas urbanos, donde se construye el pensamiento estratégico.
- Taller de Prácticas innovadoras, donde se ofrece asistencia técnica y se promueve la colaboración entre ciudades, para el desarrollo de metodologías y proyectos innovadores.

## Misión
La Misión de CIDEU es acompañar a los gobiernos locales iberoamericanos a aplicar la cultura del pensamiento estratégico urbano en el diseño y gestión de proyectos alineados a una estrategia, para lograr ciudades sostenibles e inclusivas.

## Organización
CIDEU está gobernado por una Asamblea General que se reúne anualmente, un Consejo Rector (órgano ejecutivo), y la Secretaría General con sede en Barcelona. La red se organiza en seis regiones territoriales: Andina, Brasil, Centroamérica y Caribe, Cono Sur, Ibérica y México.

## Estructura y organización
La estructura de CIDEU está conformada por: 
- La Asamblea General, que es el máximo órgano de gobierno, lo forman los miembros de pleno derecho de la Red y se reúne una vez al año. La Asamblea General elige la Vicepresidencia que, dos años después, asume la Presidencia.
- El Consejo Rector es el órgano ejecutivo. Está formado por la Presidencia, Vicepresidencia, la Presidencia Saliente, la Secretaría General y las vocalías, que se renuevan de modo parcial mediante elección por la Asamblea General.
- La Secretaría General, estructura ejecutiva de CIDEU, está constituida por la persona que ocupa el cargo de Secretaria General (actualmente Laura Pérez Castaño) y el equipo técnico disponible en cada momento para llevar a cabo el plan de trabajo anual, las relaciones con las ciudades asociadas, la búsqueda de recursos, la participación internacional, y la respuesta técnica a las cuestiones formuladas por las ciudades asociadas.

Además, CIDEU está organizado en 6 Redes territoriales que agrupan a las ciudades en zonas regionales:
- Red Territorial Andina
- Red Territorial Brasil
- Red Territorial Centroamérica y El Caribe
- Red Territorial Cono Sur
- Red Territorial Ibérica
- Red Territorial Mexicana

## Ciudades miembros
CIDEU está  conformada por 152 socios de 21 países: 124 ciudades y 28 instituciones colaboradoras. Accede a listado completo de socios en:
- Listado de Socios de CIDEU

## Web y Redes sociales de CIDEU
- Web del Centro Iberoamericano de desarrollo estratégico urbano
- Facebook de CIDEU
- Twitter de CIDEU
- Blog de CIDEU
- Canal de Vídeos de CIDEU
- Galería de imágenes de CIDEU